# Verticordia staminosa
Verticordia staminosa är en myrtenväxtart som beskrevs av Charles Austin Gardner och Alexander Segger George. Verticordia staminosa ingår i släktet Verticordia och familjen myrtenväxter.

## Underarter
Arten delas in i följande underarter:
- V. s. cylindracea
- V. s. staminosa
- V. s. erecta